# Bad Bleiberg
Bad Bleiberg is een gemeente in de Oostenrijkse deelstaat Karinthië, gelegen in het district Villach Land VL. De gemeente heeft ongeveer 2800 inwoners.

## Geografie
Bad Bleiberg heeft een oppervlakte van 44,8 km². Het ligt in het uiterste zuiden van het land.
Afritz am See · Arnoldstein · Arriach · Bad Bleiberg · Feistritz an der Gail · Feld am See · Ferndorf · Finkenstein am Faaker See · Fresach · Hohenthurn · Nötsch im Gailtal · Paternion · Rosegg · St. Jakob im Rosental · Stockenboi · Treffen am Ossiacher See · Velden am Wörther See · Weißenstein · Wernberg
- Gemeinsame Normdatei: 4388078-2
- Library of Congress Control Number: n82254867
- Nationale Bibliotheek van Tsjechië: ge1107180
- Nationale Bibliotheek van Israël: 987007559847705171
- Virtual International Authority File: 131381517